# Флинн, Джером
Джеро́м Флинн (англ. Jerome Flynn, род. 16 марта 1963, Бромли, Кент, Англия) — британский  актёр, наиболее известен по ролям наёмника Бронна в телесериале «Игра престолов», Беннета Дрейка в «Улице потрошителя» и капрала королевских фузилёров Падди Гарви в мини-сериале «Солдат, солдат» производства ITV.

## Биография
Родился в Бромли, (графство Кент), в семье актёра и певца Эрика Флинна и преподавательницы искусств Ферн Флинн. У него есть брат, актёр Дэниел Флинн; также у него есть единокровные брат и сёстры от второго брака отца: музыкант и актёр Джонни Флинн, Керри Флинн и Лилли Флинн.
В настоящее время Джером живёт в Пембрукшире, Уэльс. Вегетарианец.
В 1986 появился в пилотной серии London's Burning в роли пожарного Кенни «Рембо» Бейнса. В 1992 сыграл сержанта-детектива Эдди Харгривза в шести эпизодах полицейского сериала «Между строк». Флинн был одним из участников дуэта «Робсон и Джером», помимо прочих песен, исполнявший три кавер-версии популярных хитов: Unchained Melody, I Believe и What Becomes of the Brokenhearted, которые попали на вершину британского музыкального хит-парада в 1995 и 1996 годах.
Снимался в роли Эдди Уоллиса в комедии Ain’t Misbehavin (1997), в полицейском шоу «Барсук» (Badger) (1999). Последнее, однако, достаточно быстро ушло с экранов. Сыграл роль Бобби Чарльтона в фильме Best в 2000 году. Также сыграл знаменитого британского комика и иллюзиониста Томми Купера в Jus' Like That, режиссёра Саймона Кэллоу. Участвовал в британской телепередаче So You Think You’re Royal?, в которой выяснилось что по линии своей матери, Флинн прямой потомок Оливера Кромвеля, через четвёртого сына лорда-протектора, Генри, а также потомок королей Англии Эдуарда I, Эдуарда II и Эдуарда III.
В 2007 Флинн снял (в качестве режиссёра) малобюджетный фильм Rude Tales, в котором исполнил одну из ролей. Фильм состоит из нескольких коротких историй из жизни главного героя, Джерома Руда, роль которого и сыграл Флинн. Фильм вышел на экраны небольшого количества независимых кинотеатров в округе Пембрукшира.
В июле 2010 было анонсировано что Флинн сыграет роль наёмника Бронна в телесериале «Игра престолов», экранизации саги «Песнь льда и пламени» Джорджа Мартина, производства телеканала HBO. Сериал вышел на экраны в 2011 году.
Актёр также участвовал в озвучивании детского телешоу Tommy Zoom, голос пса Дэниела.
В апреле 2019 года стало известно, что актёр снимется в новой экранизации сериала Amazon «Тёмная башня» по одноимённому циклу романов Стивена Кинга. Также снялся в фильме «Джон Уик 3».

## Фильмография
| Год       |    | Русское название                          | Оригинальное название             | Роль                 |
| --------- | -- | ----------------------------------------- | --------------------------------- | -------------------- |
| 1985      | с  | Американский театр                        | American Playhouse                | Курт                 |
| 1986      | с  | Второй экран                              | Screen Two                        | Найджел              |
| 1986      | с  | Мятежник с моноклем                       | The Monocled Mutineer             | Фрэнни               |
| 1986      | тф |                                           | London's Burning: The Movie       | Рембо                |
| 1986      | с  |                                           | Breaking Up                       | Джон Майлер          |
| 1987      | с  |                                           | Flying Lady                       | Бенни Дартон         |
| 1988      | с  |                                           | The Fear                          | Фредди               |
| 1988      | с  | Неприятности                              | Troubles                          | Мэттьюс              |
| 1988      | ф  | Летняя история                            | A Summer Story                    | Джо Нарракомб        |
| 1988      | ф  | Убить священника                          | To Kill a Priest                  |                      |
| 1990      | с  | Бержерак                                  | Bergerac                          | Алан Брутон          |
| 1991      | ф  | Эдуард II                                 | Edward II                         | Кент                 |
| 1991      | с  | Катастрофа                                | Casualty                          | Алан Дикон           |
| 1991      | с  | Бун                                       | Boon                              | Крис Шепли           |
| 1991      | ф  | Кафка                                     | Kafka                             | служитель замка      |
| 1991—1995 | с  | Солдат, солдат                            | Soldier Soldier                   | капрал Пэдди Гарви   |
| 1992      | с  |                                           | Between the Lines                 | Эдди Харгривс        |
| 1993      | тф | Не покидай меня на этом пути              | Don't Leave Me This Way           | Тони Флеминг         |
| 1995      | тф |                                           | A Mind to Murder                  | Питер Нэйгл          |
| 1997      | с  | Примерные парни                           | Ain't Misbehavin'                 | Эдди Уоллис          |
| 1999      | с  | Тайны Рут Ренделл                         | The Ruth Rendell Mysteries        | Мартин Урбан         |
| 1999—2000 | с  |                                           | Badger                            | детектив Том МакКейб |
| 2000      | ф  |                                           | Best                              | сэр Бобби Чарльтон   |
| 2007      | с  |                                           | Tommy Zoom                        | Дэниел               |
| 2011—2019 | с  | Игра престолов                            | Game of Thrones                   | Бронн                |
| 2012—2014 | с  | Улица потрошителя                         | Ripper Street                     | сержант Беннет Дрейк |
| 2013      | ф  |                                           | Dante's Daemon                    | рыбак                |
| 2017      | ф  | С любовью, Винсент                        | Loving Vincent                    | доктор Гаше          |
| 2016      | с  | Чёрное зеркало (эпизод Заткнись и танцуй) | Black Mirror                      | шантажируемый        |
| 2022      | с  | 1923                                      | 1923                              | Баннер Крейтон       |
| 2019      | ф  | Джон Уик 3                                | John Wick: Chapter 3 — Parabellum | Баррага              |

## Награды и номинации
| Награды и номинации | Награды и номинации            | Награды и номинации                             | Награды и номинации | Награды и номинации | Награды и номинации |
| Год                 | Награда                        | Категория                                       | Фильм или сериал    | Результат           | Прим.               |
| ------------------- | ------------------------------ | ----------------------------------------------- | ------------------- | ------------------- | ------------------- |
| 2012                | Премия Гильдии киноактёров США | Лучший актёрский состав в драматическом сериале | Игра престолов      | Номинация           |                     |
| 2014                | BAFTA TV                       | Лучшая мужская роль второго плана               | Улица потрошителя   | Номинация           |                     |
| 2016                | Премия Гильдии киноактёров США | Лучший актёрский состав в драматическом сериале | Игра престолов      | Номинация           |                     |
| 2018                | Премия Гильдии киноактёров США | Лучший актёрский состав в драматическом сериале | Игра престолов      | Номинация           |                     |
| 2018                | Gold Derby Awards              | Ensemble of the Year                            | Игра престолов      | Номинация           |                     |
| 2019                | IGN Summer Movie Awards        | Приз зрительских симпатий                       | Игра престолов      | Победа              |                     |
| 2019                | IGN Summer Movie Awards        | Лучший телевизионный ансамбль                   | Игра престолов      | Номинация           |                     |
| 2020                | Премия Гильдии киноактёров США | Лучший актёрский состав в драматическом сериале | Игра престолов      | Номинация           |                     |
| 2020                | CinEuphoria Awards             | Почётная награда                                | Игра престолов      | Победа              |                     |